# Mustafa Sandal
Mustafa Sandal     (Istanboel, 11 januari 1970) is een zanger uit Turkije.
Sandal spreekt behalve Turks ook Engels, Frans en Italiaans. Hij studeerde in Genève en (marketing) in Boston. Hij produceerde voor onder andere Ajda Pekkan, Zerrin Özer, Ayþegül Aldinç, Yonca Evcimik en Sezen Aksu. 
Sandals debuutalbum Suç Bende (1994) verkocht meer dan anderhalf miljoen exemplaren. Zijn grootste hit 'Aya benzer' voerde begin 1999 de Turkse hitparade aan. In 2003 nam Sandal dit nummer nogmaals op onder de titel Moonlight. Dit werd een hit in Duitsland, Zwitserland en Oostenrijk. Sandal presenteert zich in zijn videoclips meestal dansend met ontblote torso.
In 2001 deed Sandal duetten zoals Aska yürek gerek en Hatirla beni met de Griekse Natalia. Zij namen samen een maxisingle op.

## Discografie

### Albums
- 1994 Suç Bende
- 1996 Gölgede Aynı
- 1998 Detay
- 2000 Araba
- 2000 Akışına Bırak
- 2002 Kop
- 2003 Seven (Universal)
- 2004 İste
- 2007 Devamı Var
- 2009 Karizma
- 2009 Ates et ve unut

### Maxi-singles
- 2003 Maxi Sandal - greek duets with Natalia
- 2004 İste
- 2005 İsyankar (Universal)
- 2005 Yamalı Tövbeler (Erol Köse Production)

### Singles
- 1999 Aya benzer
- 2003 Kop
- 2003 Aya Benzer 2003/Moonlight  (Universal)
- 2004 Araba (Universal)
- 2004 Isyankar'
- 2005 Yamalı Tövbeler
- 2007 Indir

## Privé
Mustafa was tot 6 juni 2018 gehuwd met Emina Jahović. Ze hebben samen twee zonen.
- Bibliothèque nationale de France: cb14224103r (data)
- Gemeinsame Normdatei: 135133475
- International Standard Name Identifier: 0000 0001 1444 9552
- Library of Congress Control Number: no2006092372
- MusicBrainz: 9e956eda-5766-4d13-848d-e6fd6d83ea8b
- Nationale Bibliotheek van Israël: 987008816733205171
- Virtual International Authority File: 56821813
- WorldCat: E39PBJfRxkC78B633W7ydWF3Qq